# Concours Intervision de la chanson
Le Concours Intervision de la chanson (en russe : Интервидение, Intervidenie, en polonais : Konkurs Piosenki Interwizji) est un évènement annuel international organisé pour les pays post-soviétiques et ceux de l'Organisation de coopération de Shanghai.
Le concours a précédemment été organisé de 1965 à 1968,, puis de 1977 à 1980. Il était alors l'équivalent du Concours Eurovision de la chanson pour le bloc de l'Est et était organisé par le réseau Intervision, l'association professionnelle de radio-télédiffuseurs est-européens. Durant son existence, le concours remplace le Festival de Sopot créé en 1961 et se déroule également à l'opéra Leśna en plein air, dans la ville polonaise de Sopot. Cependant, dès 1981, le concours est annulé à la suite de l'émergence de la fédération indépendante polonaise de syndicats Solidarność, jugée comme contre-révolutionnaire par les autres pays du Bloc de l'Est.
Le concours a été relancé en 2008, mais les éditions suivantes, prévues pour 2014 et 2015, n'ont pas eu lieu.

## Histoire
En 1961, Władysław Szpilman, assisté de Szymon Zakrzewski de Polish Artists Management (PAGART), lance et organise le premier festival international de la chanson de Sopot. Les trois premières éditions ont eu lieu dans la salle du chantier naval de Gdańsk (1961-1963), puis le festival est organisé à l'opéra Leśna à Sopot à partir de 1964.
Le premier Concours Intervision de la chanson a lieu en 1965 et a été organisé jusqu'en 1968,, bien qu'un mythe courant affirme qu'il a commencé en 1977.
Entre 1977 et 1980, le festival de Sopot est remplacé par le Concours Intervision de la chanson, qui se déroule toujours à Sopot. Contrairement au Concours Eurovision de la chanson, le festival de Sopot modifiait souvent ses formules pour désigner un gagnant et proposait de nombreux concours différents à ses participants. Par exemple, lors du 4e Festival de la chanson Intervision (qui s'est tenu à Sopot du 20 au 23 août 1980), deux concours ont été organisés : l'un pour les artistes représentant des sociétés de télévision, l'autre pour ceux représentant des maisons de disques. Dans le premier concours, le jury prend en compte les mérites artistiques des chansons présentées, tandis que dans le second, il juge l'interprétation des artistes. Le festival a toujours été ouvert aux artistes non européens provenant de pays comme Cuba, la République dominicaine, la Mongolie, la Nouvelle-Zélande, le Nigeria, le Pérou ou encore l'Afrique du Sud.

### Reprises du concours
Le concours est de nouveau organisé en 2008 et a lieu à Sotchi, en Russie. Onze pays participent à cette cinquième édition, qui est remportée par le Tadjikistan. En 2009, le Premier ministre russe de l'époque, Vladimir Poutine, propose de relancer le concours, cette fois en réunissant la Russie, la Chine et les États d'Asie centrale membres de l'Organisation de coopération de Shanghai.
En mai 2014, il est annoncé que le concours Intervision de la chanson pourrait être relancé dès le mois d'octobre de la même année, avec des pays de la Communauté des États indépendants et de l'Organisation de coopération de Shanghai. Le chanteur et producteur russe Igor Matvienko annonce que la reprise du Concours de la chanson Intervision aurait lieu en octobre 2014 dans la ville côtière russe de Sotchi, comme pour l'édition de 2008. La ville avait également accueillie les Jeux olympiques d'hiver de 2014. Sept pays s'étaient déclarés intéressés par la compétition avant l'annulation de l'événement : le Kazakhstan, le Kirghizstan, la Russie, le Tadjikistan, le Turkménistan, la Chine et l'Ouzbékistan. La Russie avait également choisi Alexander Ivanov comme représentant.
En dépit des projets d'organisation du concours en 2014 et 2015, la reprise du concours n'a pas eu lieu. Depuis lors, dans la presse internationale (en Russie, en Turquie, etc.) de nombreux articles annoncent cette éventualité pour faire contre-poids au Grand Prix Eurovision de la chanson, mais le projet n'a pas encore vu le jour,.
Reprise du concours (2025)
Le 3 février 2025, Vladimir Poutine annonce une relance du concours en 2025 par décret, même si aucune date n'est précisée. Moscou est apparemment le lieu du concours. Vladimir Poutine déclare que près de « 20 pays » issus de l'Eurasie participeront.

## Pays participants
En 2008, le concours est officiellement ouvert aux membres de l'Organisation de coopération de Shanghai et à tous les pays de l'ancienne Union soviétique,
| Pays               | Débuts | Retrait    | Retour | Nombre de participations | Victoires | Diffuseur(s)                      |
| ------------------ | ------ | ---------- | ------ | ------------------------ | --------- | --------------------------------- |
| Allemagne de l'Est | 1977   | 2008       |        | 4                        | 0         | DFF                               |
| Arménie            | 2008   | Inactif    |        | 1                        | 0         | AMPTV                             |
| Azerbaïdjan        | 2008   | Inactif    |        | 1                        | 0         | İTV                               |
| Belgique           | 1979   | 1980       |        | 1                        | 0         | BRT (néerlandais) RTBF (français) |
| Biélorussie        | 2008   | Inactif    |        | 1                        | 0         | BTRC                              |
| Bulgarie           | 1977   | 2008       |        | 4                        | 0         | BNT                               |
| Canada             | 1978   | 1979       |        | 1                        | 0         | SRC                               |
| Cuba               | 1977   | 1978, 2008 | 1979   | 3                        | 0         | ICRT                              |
| Espagne            | 1977   | 2008       |        | 4                        | 0         | TVE                               |
| Finlande           | 1977   | 2008       |        | 4                        | 1         | YLE                               |
| Hongrie            | 1977   | 2008       |        | 4                        | 0         | MTV                               |
| Kazakhstan         | 2008   | Inactif    |        | 1                        | 0         | ATV                               |
| Kirghizistan       | 2008   | Inactif    |        | 1                        | 0         | KTR                               |
| Lettonie           | 2008   | Inactif    |        | 1                        | 0         | LTV                               |
| Moldavie           | 2008   | Inactif    |        | 1                        | 0         | TRM                               |
| Maroc              | 1979   | 1980       |        | 1                        | 0         | SNRT                              |
| Pays-Bas           | 1980   | 2008       |        | 1                        | 0         | NOS (1956–2009)                   |
| Pologne            | 1977   | 2008       |        | 4                        | 1         | TVP                               |
| Portugal           | 1979   | 1980       |        | 1                        | 0         | RTP                               |
| Roumanie           | 1977   | 2008       |        | 4                        | 0         | TVR                               |
| Russie             | 2008   | Inactif    |        | 1                        | 0         | Pervy Kanal                       |
| Suisse             | 1980   | 2008       |        | 1                        | 0         | SRG SSR                           |
| Tadjikistan        | 2008   | Inactif    |        | 1                        | 1         |                                   |
| Tchécoslovaquie    | 1977   | 2008       |        | 4                        | 3         | ČST                               |
| Turkménistan       | 2008   | Inactif    |        | 1                        | 0         | TTV                               |
| Ukraine            | 2008   | Inactif    |        | 1                        | 0         | Suspilne                          |
| Union soviétique   | 1977   | 1980       |        | 4                        | 2         | TC URSS                           |
| Yougoslavie        | 1977   | 1978, 2008 | 1980   | 2                        | 0         | JRT                               |

 Anciens pays qui ont été dissous.

Participations depuis 1977 :
Pays ayant participé au moins une fois
Pays ayant jamais participé, bien qu'ils soient éligibles
Participation prévue mais le concours a été annulé

## Vainqueurs

### Tableau récapitulatif par année
| Année                                   | Ville hôte | Pays organisateur | Nombre de participants | Pays vainqueur   | Langue(s) | Interprète(s)         | Chanson                              | Traduction française        |
| --------------------------------------- | ---------- | ----------------- | ---------------------- | ---------------- | --------- | --------------------- | ------------------------------------ | --------------------------- |
| 1977                                    | Sopot      | Pologne           | 6                      | Tchécoslovaquie  | Tchèque   | Helena Vondráčková    | Malovaný džbánku                     | Carafe peinte               |
| 1978                                    | Sopot      | Pologne           | 10                     | Union soviétique | Russe     | Alla Pougatcheva      | Vsyo mogut koroli (Всё могут короли) | Les rois peuvent tout faire |
| 1979                                    | Sopot      | Pologne           | 13                     | Pologne          | Polonais  | Czesław Niemen        | Nim przyjdzie wiosna                 | Avant le printemps prochain |
| 1980                                    | Sopot      | Pologne           | 13                     | Finlande         | Finnois   | Marion Rung           | Hyvästi yö                           | Adieu la nuit               |
| Pas de concours organisé de 1981 à 2007 |            |                   |                        |                  |           |                       |                                      |                             |
| 2008                                    | Sotchi     | Russie            | 11                     | Tadjikistan      | Tadjik    | Tahmina Niyazova (en) | Zangi telefon (Занги телефон)        | Appel téléphonique          |
| Pas de concours organisé depuis 2009    |            |                   |                        |                  |           |                       |                                      |                             |
| 2025                                    | Moscou     | Russie            | 20 (environ)           |                  |           |                       |                                      |                             |

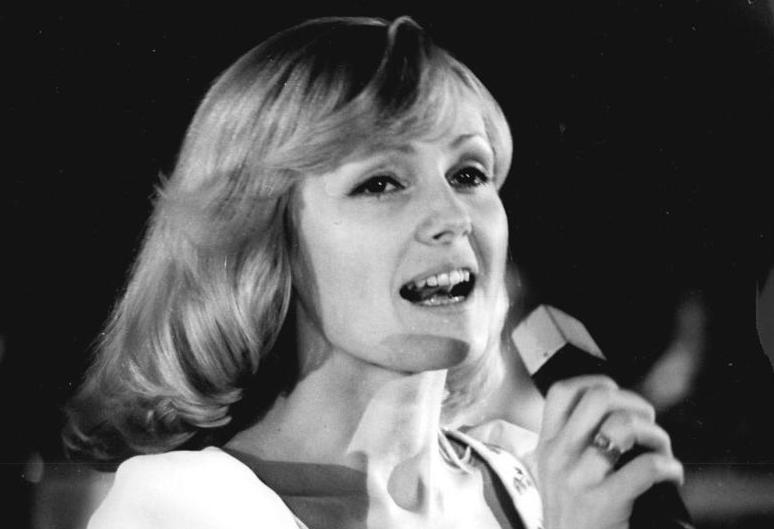
Helena Vondráčková gagnante du Grand Prix Intervision en 1977.
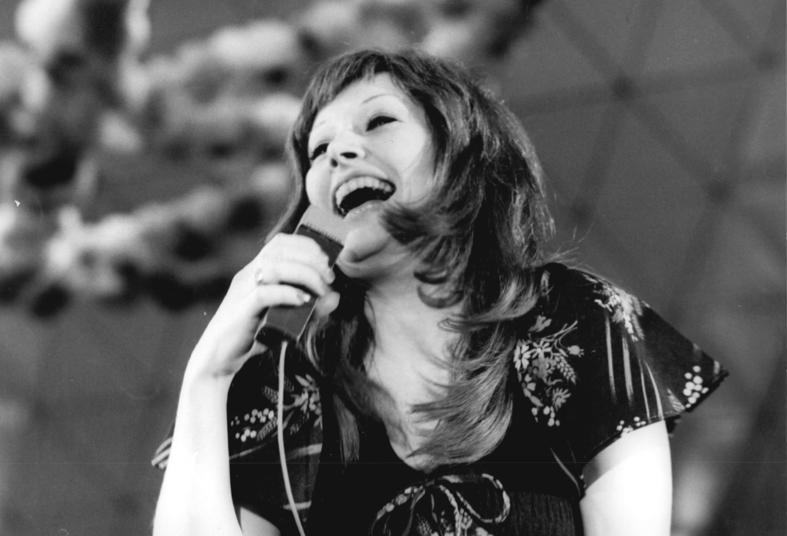
Alla Pougatcheva, gagnante du Grand Prix Intervision en 1978.
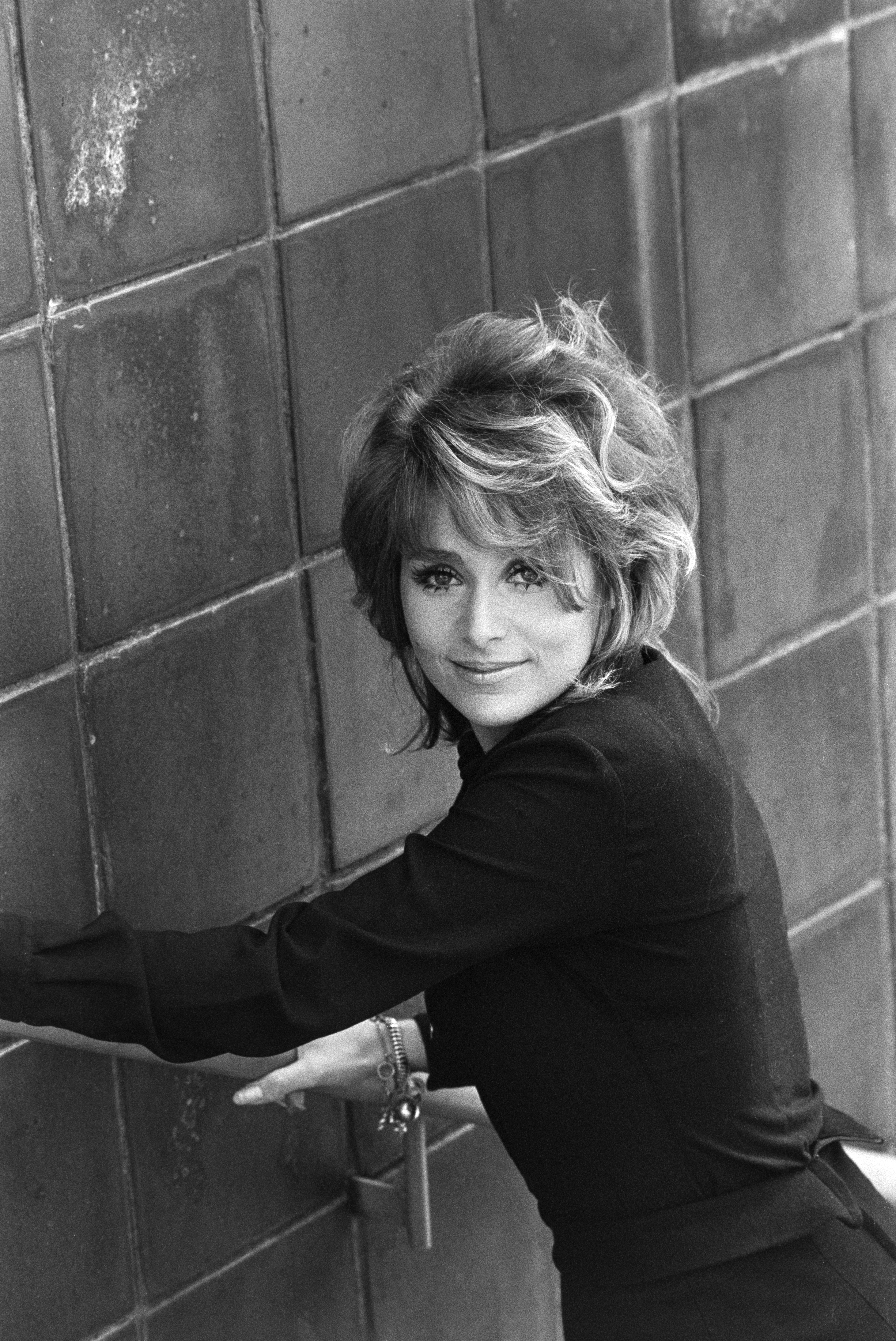
Marion Rung, gagnante de l'année 1980[n 3].

## Vainqueurs par pays
| Nombre | Pays             | Année(s) |
| ------ | ---------------- | -------- |
| 1      | Tchécoslovaquie  | 1977     |
| 1      | Union soviétique | 1978     |
| 1      | Pologne          | 1979     |
| 1      | Finlande         | 1980     |
| 1      | Tadjikistan      | 2008     |